# Inorganic Chemistry
Inorganic Chemistry, скорочено Inorg. Chem. — рецензований науковий журнал, який видається Американським хімічним товариством з 1962 року.
Журнал виходить щодватижні, публікує оригінальні статті, що охоплюють всі галузі неорганічної хімії, зосереджуючись на фундаментальних дослідженнях синтезу та з’ясування структури, а також на термодинамічних властивостях, реакційній здатності, спектроскопії та з’ясуванні властивостей зв’язку. Статті присвячені теоретичним і практичним дослідженням за такими темами:
- структурна хімія
- термодинаміка
- кінетика
- механізми неорганічних реакцій
- біонеорганічна хімія
- металоорганічна хімія
- з’ясування хімічного зв’язку

Імпакт-фактор у 2019 році склав 4,825. Статистика ISI Web of Knowledge ставить журнал на четверте місце серед 45 журналів у категорії Неорганічна та ядерна хімія.
Головний редактор журналу Вільям Б. Толмен.